# Kumejky
Kumejky (ukr. Кумейки) – wieś na Ukrainie, w obwodzie czerkaskim, w rejonie czerkaskim. W 2001 roku liczyła 863 mieszkańców.

## Historia
Pod tą miejscowością 16 grudnia 1637 roku wojska polskie dowodzone przez Mikołaja Potockiego stoczyły zwycięską bitwę z armią kozacką dowodzoną przez Pawła Pawluka.